# A Man Called Sledge
A Man Called Sledge é um filme italiano de 1970, do gênero faroeste, dirigido por Vic Morrow, roteirizado pelo diretor, Frank Kowalski e Massimo D’Avak, música Gianni Ferrio. 

## Sinopse
Um violento bandoleiro lidera sua quadrilha no roubo em uma prisão de uma fortuna em ouro, revelada por um velho, mas conflitos surgem e tem que enfrentar seus companheiros pela posse do lote.

## Elenco
- James Garner ....... Luther Sledge
- Dennis Weaver ....... Erwin Ward
- Claude Akins ....... Hooker
- John Marley ....... Velho
- Laura Antonelli ....... Ria
- Wayde Preston ....... Xerife Ripley
- Ken Clark ....... Floyd
- Tony Young ....... Mallory
- Allan Jones
- Herman Reynoso ....... Simms
- Steffen Zacharias ....... Red – guarda da prisão
- Didi Perego ....... Elizabeth
- Paola Barbara ....... Jade
- Mario Valgoi ....... Beetle
- Laura Betti ....... Irmâ